# Chelonus irrugator
Chelonus irrugator är en stekelart som först beskrevs av Vladimir Ivanovich Tobias 1994.  Chelonus irrugator ingår i släktet Chelonus och familjen bracksteklar. Inga underarter finns listade i Catalogue of Life.